# Marquès de la Romana
Marquès de la Romana és un títol nobiliari atorgat pel rei Felip V a Josep Caro Maça de Liçana i Roca el 16 de juny de 1739 pels seus mèrits en la Guerra de Successió a favor de la causa del duc d'Anjou. El nom fa referència a la localitat valenciana de la Romana (Vinalopó Mitjà).
Aquest títol se sumava a altres d'anteriors, com ara el de baró de Moixent i Novelda, senyor del castell i feu de la Mola i vescomte de Benaesa.
L'origen d'aquests feus cal cercar-ho en l'arribada de les Companyies Blanques de Bertrand du Guesclin a la península en el context de la Guerra dels Cent Anys i l'enfrontament entre Pere I de Castella i Enric de Trastàmara. Pere el Cerimoniós concedí a du Guesclin el castell de la Mola el 1366 i un any després la plaça passà a mans sir Hugh de Calviley, al mateix temps que Novelda fou concedida a Matthieu de Gournay. L'any 1378 la reina Sibil·la de Fortià obtingué la fortalesa, juntament amb la jurisdicció civil i criminal. Una altra reina, Violant de Bar, que havia rebut els béns confiscats a Sibil·la, va vendre, el 1393, Novelda i la Mola a Pero Maça de Liçana, almirall d'Aragó i senyor de Moixent. L'any 1449 es formà la baronia de Novelda, que integrava els llocs de la Romana, Monòver i Xinorla.

## Marquesos de la Romana
- Josep Caro Maça de Liçana i Roca (segle xvii-1741), 1r marquès de la Romana
- Pere Caro i Fontes (segle xviii), 2n marquès de la Romana
- Pere Caro i Sureda (1761-1811), 3r marquès de la Romana
- Pere Caro i Salas (segle xviii-1855), 4t marquès de la Romana
- Pere Caro i Álvarez de Toledo (1827-1890), 5è marquès de la Romana
- Pere Caro i Széchényi (1849-1916), 6è marquès de la Romana
- Pedro Caro y Martinez de Irujo (1882-1935), 7è marquès de la Romana
- María de la Piedad Caro y Martínez de Irujo (1884-1965), 8a marquesa de la Romana
- Diego del Alcázar y Caro (1925-1994), 9è marquès de la Romana
- Diego del Alcázar y Silvela (1950-), 10è marquès de la Romana